# Capella de Santa Bàrbara (Capellades)
Capella de Santa Bàrbara és una eglesiola al municipi de Capellades (Anoia), al raval de la Font de la Reina a la vora de l'antic camí ral. És protegida com a bé cultural d'interès local.

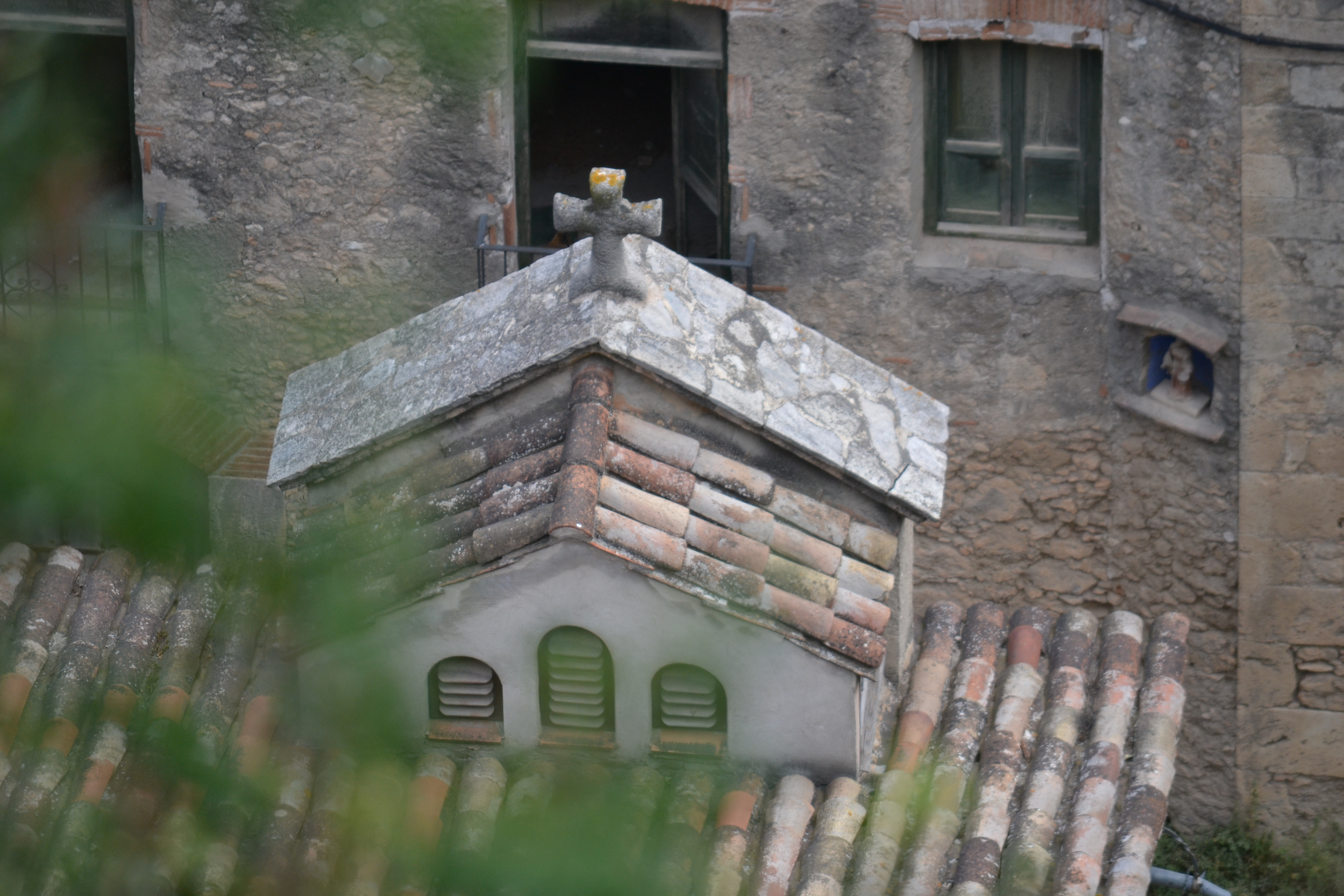
Detall del campanar

## Descripció
És de planta rectangular amb coberta a dues aigües, d'una sola nau i campanar d'espadanya. El 2005 s'hi van reinstal·lar dues noves campanes, una dedicada a la Verge de Montserrat i l'altra a Santa Bàrbara. Darrere la nau, a la petita cambra de la sagristia, s'hi conserva un dels bancs antics. El sostre és pla.

## Història
Es desconeix la data de construcció, si bé està documentada al segle xvi. Fou agregada a la parròquia de Claramunt fins a l'any 1728, a partir d'aquesta data fou agregada a la de Capellades. L'any 1798 s'hi va construir la sagristia, l'escala del cor i el campanar. L'any 1812 fou beneïda la campana nova i l'any 1925 fou restaurada per la Marquesa de la Pobla de Claramunt Balbina Mas. Com el cementiri, és en terrenys que foren del mas Vidal. Hi ha enterrats membres de la família Aimeric (segle xvii).
Durant la Guerra Civil, el 1936 la capella va ser profanada i gairebé tot l'interior va desaparèixer: la imatge de la Santa, el retaule, el tabernacle, els seients i, també, la campana.
El pati del costat nord està tancat amb dos elements de ferro forjat, un de fix adossat al mur de la capella i una porta treballada de dues fulles de ferro forjat, ambdós elements amb dibuixos geomètrics.
Era molt descuidada i l'associació dels Amics de Santa Barbara van llençar una nova campanya de restauració el 1988. Van refer la teulada, la volta interior, la porta, l'altar, i remodelat la façana. Celebren el progrés de les obres cada primer diumenge de desembre.